# Kasteelboerderij van Lexhy
De Kasteelboerderij van Lexhy (Ferme du château de Lexhy) is een bouwwerk in Lexhy, gelegen aan de Rue du Long Mur 24.
De kasteelboerderij maakt deel uit van het tot het Kasteel van Lexhy behorende domein.

## Gebouw
Het is een U-vormig bouwwerk, waarvan de belangrijkste delen uit de 17e eeuw stammen. De hoofdstructuur is uitgevoerd in baksteen. De zuidgevel wordt geflankeerd door twee ronde hoektorens.
Aan de noordoostzijde is een poortgebouw in de vorm van een vierkante toren, toegang gevende tot de binnenplaats. Ten noorden van deze toren ligt een parkvijver.
Het woongedeelte ligt aan de noordzijde van de oostvleugel en is er loodrecht op geplaatst. Dit deel is in de 19e en de 20e eeuw sterk veranderd. Het zuidelijk deel van deze vleugel omvat de paardenstallen.
De zuidelijke vleugel omvat de schuren, waarvan de vensters nog 16e-eeuws ogen. Een gevelsteen memoreert de veranderingen welke in 1873-1879 door Blanckart werden aangebracht.
De westelijke vleugel, deels bewoond, werd in de 19e en de 20e eeuw sterk gewijzigd.